# 板谷茂

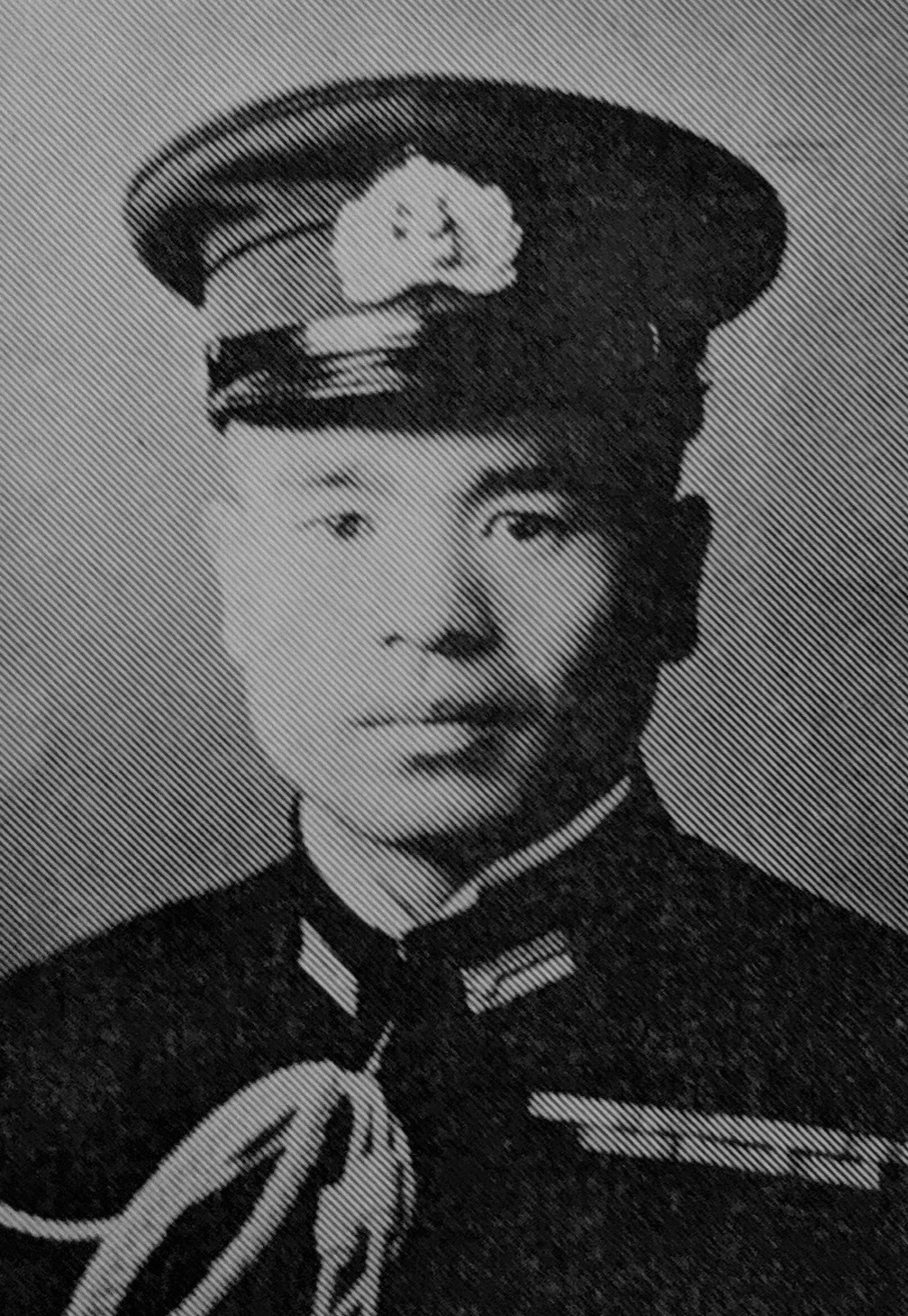
1940年代的板谷茂

板谷茂（1909年7月10日—1944年7月24日）是日本海軍中佐。海軍兵學校第57期第一名。二戰期間，他擔任空軍參謀，參加了偷襲珍珠港和中途島戰役。他的弟弟是統合幕僚會議主席板谷隆一。

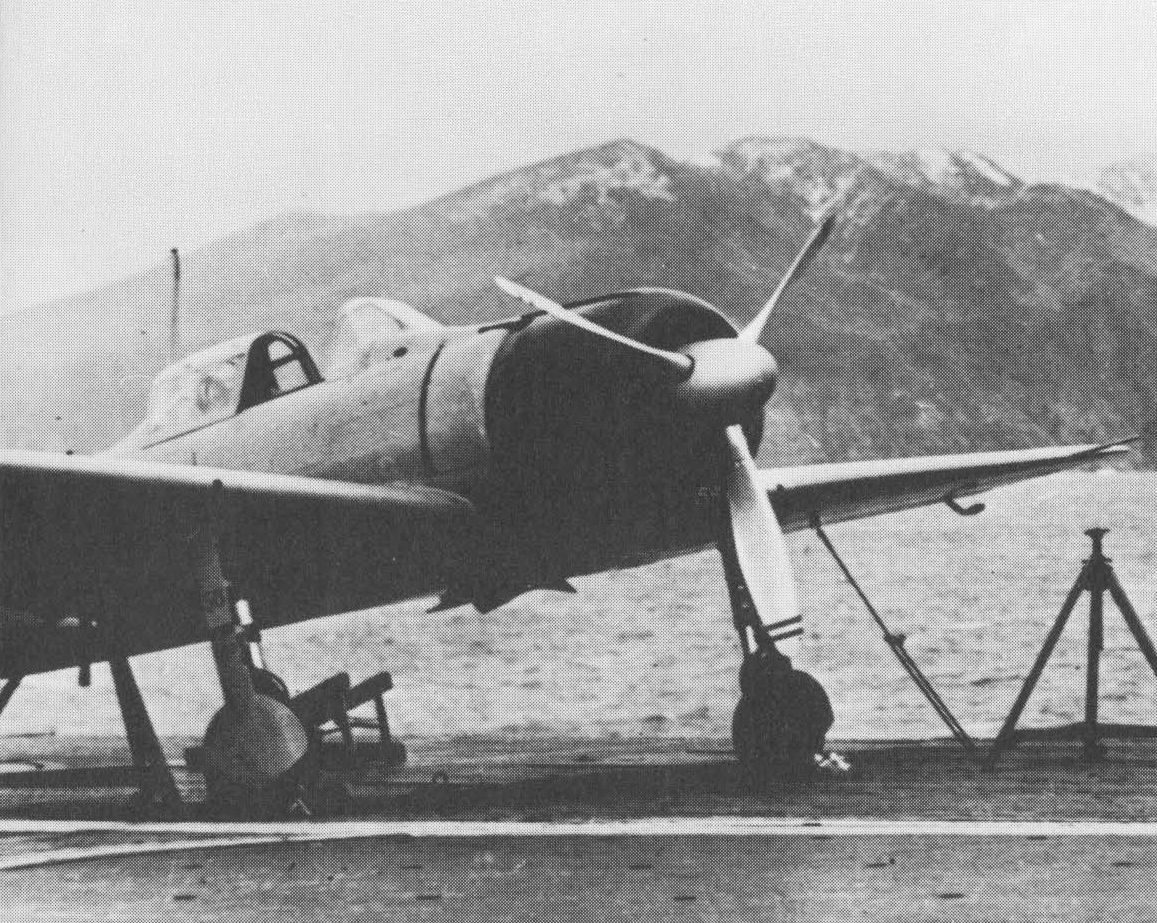
座機在赤城號上

1941年4月，他被任命為第一航空艦隊赤城號戰鬥機中隊的中隊長。據他手下戰鬥機分隊隊長進藤三郎大尉回憶，在公佈偷襲珍珠港計劃的會議上，板谷批評道：“他們不信任我們的戰鬥機中隊。我們能趁他們睡覺的時候偷襲他們，把他們徹底消滅嗎？”在回家的路上，他問進藤：“如果我們對夏威夷進行空襲，我們會如何收場？”1941年12月8日偷襲珍珠港時，他指揮第一波攻擊的43架零式戰鬥機，取得制空權。
1942年6月中途島戰役時，以赤城號為旗艦的南雲忠一的機動部隊向中途島的美軍基地發動攻擊。板谷少佐指揮第一波攻擊的9架零式戰鬥機和18架九九式艦載轟炸機從赤城號起飛。